# Anopheles moghulensis
Anopheles moghulensis är en tvåvingeart som beskrevs av Samuel Rickard Christophers 1924. Anopheles moghulensis ingår i släktet Anopheles och familjen stickmyggor. Inga underarter finns listade i Catalogue of Life.